# Monasterios armenios de Irán
Los conjuntos monásticos armenios de Irán en el noroeste del país consiste en tres conjuntos monásticos de la fe cristiana armenia: los monasterios de San Tadeo y San Stepanous y la capilla de Dzordzor. El más antiguo es San Tadeo, que data del siglo VII. Los tres son un ejemplo sobresaliente del valor universal de las tradiciones decorativas y arquitectónicas armenias. Además son un ejemplo de intercambios culturales con otras culturas regionales como al bizantina, la griega ortodoxa o la persa. Se sitúa en el estado de Irán, en la zona fronteriza, justo dentro de lo que sería la región sueste de la cultura armenia. Son lugares de peregrinación en los que se testimonia la supervivencia de las creencias armenias religiosas a lo largo de los siglos.
| Código   | Nombre                             | Situación                 | Extensión | Coordenadas                                |
| -------- | ---------------------------------- | ------------------------- | --------- | ------------------------------------------ |
| 1262-001 | Monasterio de San Tadeo            | conjunto de San Tadeo     | 29,85 ha. | 39°05′32″N 44°32′40″E / 39.09222, 44.54444 |
| 1262-002 | Villa de San Tadeo                 | conjunto de San Tadeo     | 8,3 ha.   | 39°05′32″N 44°32′40″E / 39.09222, 44.54444 |
| 1262-003 | Capilla 5 (Sandokht)               | conjunto de San Tadeo     | 1,97 ha.  | 39°05′32″N 44°32′40″E / 39.09222, 44.54444 |
| 1262-004 | Iglesia principal de San Stepanous | conjunto de San Stepanous | 72,05 ha. | 38°58′44″N 45°28′24″E / 38.97889, 45.47333 |
| 1262-005 | Capilla de Darresham               | conjunto de San Stepanous | 10,84 ha. | 38°59′24″N 45°27′08″E / 38.99000, 45.45222 |
| 1262-006 | Capilla de Chupan                  | conjunto de San Stepanous | 1,17 ha.  | 38°58′31″N 45°34′22″E / 38.97528, 45.57278 |
| 1262-007 | Capilla principal de Dzordzor      | conjunto de Dzordzor      | 0,78 ha.  | 39°11′16″N 44°28′34″E / 39.18778, 44.47611 |
| 1262-008 | Villa de Baran                     | conjunto de Dzordzor      | 4,25 ha.  | 39°11′16″N 44°28′34″E / 39.18778, 44.47611 |